# 271P/van Houten–Lemmon
271P/van Houten–Lemmon – kometa krótkookresowa, należąca do rodziny Jowisza.

## Odkrycie
Kometa została odkryta w marcu 1966 roku na płytach fotograficznych wykonanych w dniach od 24 września do 26 października 1960 roku przez Toma Gehrelsa w Obserwatorium Palomar. Odkrywcami komety byli C. J. van Houten i I. van Houten-Groeneveld.
Przy dwóch następnych powrotach w okolice Słońca komety nie udało się odnaleźć. Ponownie została odkryta przypadkowo w ramach programu Mount Lemmon Survey 5 października 2012 roku. Początkowo została uznana za planetoidę i przyznano jej numer tymczasowy 2012 TB36. W kolejnych dniach dostrzeżono jednak prawdziwą, kometarną naturę obiektu, a także wyliczono, że jest to zaginiona kometa odkryta w 1966 roku przez van Houtenów.

## Orbita komety i właściwości fizyczne
Orbita komety 271P/van Houten–Lemmon ma kształt elipsy o mimośrodzie 0,39. Jej peryhelium znajduje się w odległości 4,25 j.a., aphelium zaś 9,69 j.a. od Słońca. Jej okres obiegu wokół Słońca wynosi 18,4 roku, nachylenie do ekliptyki to wartość 6,86˚.
Obliczenia wykazały, że w marcu 1979 roku kometa przeszła w odległości 0,63 j.a. od Jowisza, co spowodowało zmianę jej orbity – peryhelium wzrosło o 0,2 j.a., a okres orbitalny wzrósł aż o 2 lata.
Jądro tej komety ma rozmiary maksymalnie kilku km.